# 海地王國
海地王國是原來的海地國總統亨利·克里斯托夫於1811年3月28日宣布他為“亨利一世”国王後，建立的一個君主制政權。這是繼讓-雅克·德薩林的海地帝國後，第二度試圖建立的君主政權。但由於在德薩林遇刺後，海地就分裂成由亨利所統治的北部，及亚历山大·佩蒂翁所控制的南部，故此政權從未有效統治整個海地，範圍僅限於海地北部。